# 블루어역
블루어역 (Bloor station)은 캐나다 온타리오주 토론토의 통근열차 역으로, 토론토와 브램턴, 키치너, 런던 간을 운행하는 GO 트랜싯의 키치너선과 토론토 시내와 토론토 피어슨 국제공항 간을 운행하는 공항철도인 유니언 피어슨 급행의 정차역이다. 이 역은 블루어 스트리트를 따라 랜즈다운 애비뉴와 던다스 스트리트 사이에 위치해 있으며, 근처에는 토론토 지하철 2호선 블루어-댄포스 역인 던다스 웨스트역이 도보로 5분 거리에 있다.

## 위치
블루어역은 메트로링스가 소유하는 웨스턴선의 4마일 (6.4km) 지점에 있으며, 남동쪽으로는 토론토 유니언역, 북서쪽으로는 웨스턴역이 있다. 블루어에서 배서스트까지는 파크데일과 리버티빌리지를 지나는데, 기존에 공업 지역이였던 이 역은 공장을 허물고 중고층 아파트를 지어 주거 지역으로 탈바꿈하였다. 던다스 스트리트까지는 웨스트 토론토 레일트레일이 위치해있는데, 기존 철로를 자전거 및 보행자 전용 산책로로 탈바꿈하여 변화가 한창 이루어지고 있는 동네 주위를 연결한다.
블루어역은 처음에 단촐한 무인역으로 개통하였고, 던다스 웨스트역이 가까운 거리에 있었지만 환승 통로가 딱히 존재하지 않았고 크로스로즈 쇼핑센터를 따라 5분 정도 걸어가야 해서 환승하기엔 불편한 구조였다. 던다스 웨스트역에 두 번째 출구를 통근열차역 방향으로 짓는 방안이 2002년에 거론되었지만 쇼핑센터 소유주가 이를 반대하였다. 지하철과 통근열차 간 연결 통로는 수 년째 계속 추진 중에 있다.
블루어역 북쪽으로 이 노선은 웨스트토론토 분기점 근처의 공업 시설의 흔적을 지나 캐나다 태평양 철도 선로 밑으로 난 터널을 지나간다. 캐나다에서 가장 바쁜 철도 분기점 중 한 곳인 웨스트토론토 분기점은 100년이 넘는 세월 동안 정션 지역의 산업 중심지였지만, 화물열차가 워낙 자주 운행했기 때문에 통근열차를 증편하거나 정시에 운행하는 데 걸림돌이 되곤 하였다. 2010년에 시작된 입체교차 공사는 CP 선로 아래 터널로 웨스턴선을 입체로 교차하고 올드 웨스턴 로드의 고가도로와 CP 맥티어선으로 연결되는 선로를 건설하였다. 입체교차 완공 뒤에도 웨스턴선 위의 정션 로드 교량을 완공하고 분기점을 통과하는 선로 수를 늘리는 등 상당한 작업이 이후에도 계속 진행되었다.
세인트클레어 로드 북쪽으로 이 노선은 웨스트 로드와 나란히 로저스 로드 아래를 지나고 블랙천과 블랙 크리크 로드를 가로지른다. 하천과 도로를 가로지르는 이 교량은 2013년에 완전히 재건되어 네 개의 선로가 그 사이를 지날 수 있게 지어졌다.

## 역사
블루어역은 1974년 4월 29일에 GO 트랜싯이 토론토와 조지타운을 잇는 통근열차 노선인 조지타운선 (오늘날의 키치너선)의 운행을 시작하면서 개통하였다. 개통 당시만 하더라도 두 승강장과 블루어 스트리트로 이어지는 계단만 있었던 단촐한 무인역이였다. 조지타운선은 1990년대까지만 해도 승객 수가 그렇게 많은 노선은 아니었다.
온타리오주는 2006년 토론토 지역의 대중교통의 설계 및 건축을 맡는 공기업인 메트로링스를 설립하여, 토론토 지역의 대중교통을 확충하기 위한 방안을 고안하였다. 이 중에서는 조지타운선을 키치너로 연장하고 워털루 지역에 트램을 신설하여 조지타운선 연장 구간과 환승할 수 있도록 하는 방안이 거론되었다.
2011년, 조지타운선은 키치너선까지 연장되었지만 연장 당시 하루 두 차례만 통근열차가 운행했던 관계로 토론토에서 키치너로 이어지는 선로 기반을 확충하려는 공사가 계속 이어졌다. 같은 해, 웨스턴선은 유니언역에서 브래멀리역까지 선로 및 시설 확장 공사가 진행되었다. 이 공사는 웨스턴선과 CP 화물선 간의 입체교차, 유니언 피어슨 급행 전용 승강장 설치 등을 포함하였으며, 2015년 팬아메리칸 게임을 앞두고 완공되었다. 이와 동시에 토론토 시내와 공항을 잇는 유니언 피어슨 급행 또란 2015년 6월 6일에 개통하였다.
2021년 10월, 조지타운선은 런던까지 연장되어, 평일 아침에 런던에서 유니언역까지, 오후에는 유니언역에서 런던까지 하루 한 차례 운행하고 있으며, 총 소요 시간은 네 시간이다.

## 운행 계통
2023년 5월 기준 블루어역에는 키치너선 통근열차가 평일 출퇴근 시간대에 30분 간격, 평일 평시와 주말, 공휴일에는 1시간 간격으로 운행한다. 이 중 일부 열차만 키치너에 종착하고 나머지 열차는 브래멀리, 마운트플레전트 또는 조지타운 등에 종착한다. 키치너와 워털루 방면 버스는 키치너선 통근열차를 탄 이후에 브래멀리역에서, 궬프 방면 버스는 마운트플레전트역에서 갈아탈 수 있다. 블루어역은 평일 출퇴근 시간대에는 키치너로 향하는 일부 통근열차가 무정차 통과하며, 하루 한 번 운행하는 유니언-런던 통근열차 또한 이 역에 정차하지 않는다.
유니언역과 공항을 잇는 유니언 피어슨 급행 (UP 익스프레스)의 경우 피어슨 방면 평일 오전 5시 3분부터 오후 11시 8분까지, 주말 오전 6시 8분부터 오후 11시 8분까지 15분 간격으로 운행하며, 반대 방향인 유니언 방면 평일 오전 5시 44분부터 오후 11시 44분까지, 주말 오전 6시 44분부터 오후 11시 44분까지 15분 간격으로 운행한다.
블루어역은 쌍섬식 승강장에 저상 승강장과 고상 승강장이 나뉘어있는데, 고상 승강장에는 유니언 피어슨 급행 열차가, 저상 승강장에는 키치너선 열차가 정차한다. 밀턴선이 운행하는 골트선이 키치너선과 UPX가 운행하는 웨스턴선과 나란히 달리지만 밀턴선 열차는 이 역에 정차하지 않는다.

## 시설
블루어역은 역무원이 상주하는 유인역으로, GO 트랜싯 매표소는 평일 오전 5시 40분부터 오후 1시 15분까지, 주말과 공휴일에는 오전 9시 10분부터 오후 4시 45분까지 운행한다. 이 외에도 자동판매기에서 교통카드인 프레스토 카드 잔액을 충전할 수 있고, 신용카드, 체크카드 또는 모바일페이를 프레스토 단말기에 태그해 요금을 지불할 수도 있고, 스마트폰을 이용해 GO 트랜싯 홈페이지에 들어가 이티켓을 구매한 다음 출발 5분 전에 사용하는 방법도 있고, 자동판매기에서 일회용 승차권을 구매한 다음 프레스토 단말기에 태그하는 방법도 있다.
이 역에는 대합실, 화장실, 와이파이, 공중전화 등이 있으며, 역 건물과 승강장 사이에는 엘리베이터와 휠체어 램프를 통해 교통약자도 손쉽게 이용할 수 있다. 승강장은 쌍섬식 승강장으로, 서쪽 승강장에는 토론토 시내 방면 열차가, 동쪽 승강장에는 외곽 방면 열차가 정차한다. 이 역에는 주차장이 따로 존재하진 않지만, 역으로 마중 나오는 차량은 던다스 스트리트에 있는 프레시코 주차장에 있는 정차 공간을 이용하면 된다. 자전거를 타고 온 승객들을 위한 자전거 거치대도 프레시코 주차장 정차 공간에 위치해있다.
블루어역에서 지하철, 노면전차 및 시내버스로 갈아타는 승객은 블루어 출구로 나와 오른쪽 (서쪽)으로 간 다음 크로스웨이 쇼핑몰을 지나 던다스에서 오른쪽으로 돌면 던다스 웨스트 지하철역이 위치해있으며, 이 역에서는 300m 남짓 떨어져있다.

## 대중교통 연결편
블루어역에서는 던다스 웨스트역에 정차하는 토론토 교통국의 지하철, 노면전차 및 시내버스로 갈아탈 수 있다. 이 역에는 토론토의 동서축 지하철 노선인 2호선 블루어-댄포스 열차가 정차하며, 케네디 방면 평일 오전 5시 53분부터 다음 날 오전 1시 43분까지, 토요일 오전 6시부터 다음 날 오전 1시 41분까지, 일요일 오전 8시 13분부터 다음 날 오전 1시 41분까지, 키플링 방면 평일 오전 6시부터 다음 날 오전 2시 2분까지, 토요일 오전 6시 10분부터 다음 날 오전 2시 4분까지, 일요일 오전 8시 20분부터 다음 날 오전 2시 4분까지 운행하며, 지하철은 평일 출퇴근 시간대에는 2-3분 간격으로, 평시에는 4-5분 간격으로 운행한다.
노면전차는 504A 킹 노면전차가 시내 동남부에 있는 디스틸러리 루프까지 던다스와 킹을 따라 달리며, 심야 시간대에는 304번 킹 노면전차가 브로드뷰역까지 운행한다. 505번 던다스 노면전차는 던다스를 따라 브로드뷰역까지 운행하며, 심야 시간대에는 운행하지 않는다. 평상시에 하이파크에 종착하는 칼턴 노면전차는 심야 시간대에 노선 번호 306번을 달고 이 역에 종착한다. 동부 종점은 평상시와 마찬가지로 메인 스트리트역이다.
버스는 40, 168, 300, 312번 버스가 정차하는데, 40번 정션-던다스 웨스트 (Junction-Dundas West) 버스는 던다스 스트리트를 따라 서쪽으로 운행하며, 40A번 버스는 키플링역에, 40B번 버스는 제인 / 세인트클레어에 종착한다. 168번 사이밍턴 (Symington) 버스는 사이밍턴 애비뉴와 올드 웨스턴 로드를 따라 북쪽으로 향하며, 종점은 웨스턴 로드에 있는 애본 루프이다. 40A, 40B, 168번 버스는 매일 새벽 1시까지 운행한다. 300번 블루어-댄포스 (Bloor-Danforth) 심야버스는 2호선 블루어-댄포스 막차와 첫차 사이에 운행하며, 블루어와 댄포스를 따라 300A번은 토론토 피어슨 국제공항에서 워든 애비뉴까지 운행하고, 300B번은 웨스트 몰에서 케네디역까지 운행하며, 배차는 15분 간격 내외로 사람이 몰릴 때는 더 자주 오는 편이다. 312번 세인트클레어-정션 (St. Clair-Junction) 심야버스는 512번 세인트클레어 노면전차가 심야에 운행을 중단하면 대체로 운행하는 버스로, 던다스 웨스트역에서 던다스 스트리트를 따라 서쪽으로 제인까지 간 다음, 이후 제인에서 세인트클레어를 따라 동쪽으로 세인트클레어역까지 운행한다. 이 심야버스는 매일 오전 1시 30분부터 평일과 토요일에는 오전 6시까지, 일요일에는 오전 8시까지 30분 간격으로 운행한다.
402번 파크데일 버스는 커뮤니티 버스로, 파크데일 근처의 슈퍼마켓이나 노인 요양시설, 병원 등을 잇는 주로 노인들을 위한 버스로, 매주 화요일과 금요일 낮 시간대에 1시간 간격으로 운행한다. 더퍼린몰에서 출발하는 이 버스는 더퍼린역, 랜즈다운역, 던다스 웨스트역, 성요셉 병원 등을 거친다.

## 인접 정차역
| CN 웨스턴선                 | CN 웨스턴선        | CN 웨스턴선 |
| --------------------------- | ------------------ | ----------- |
| 웨스턴 키치너 방면          | GO 트랜싯 키치너선 | 유니언 방면 |
| 웨스턴 피어슨 국제공항 방면 | 유니언-피어슨 급행 | 유니언 방면 |